# هاپوئل

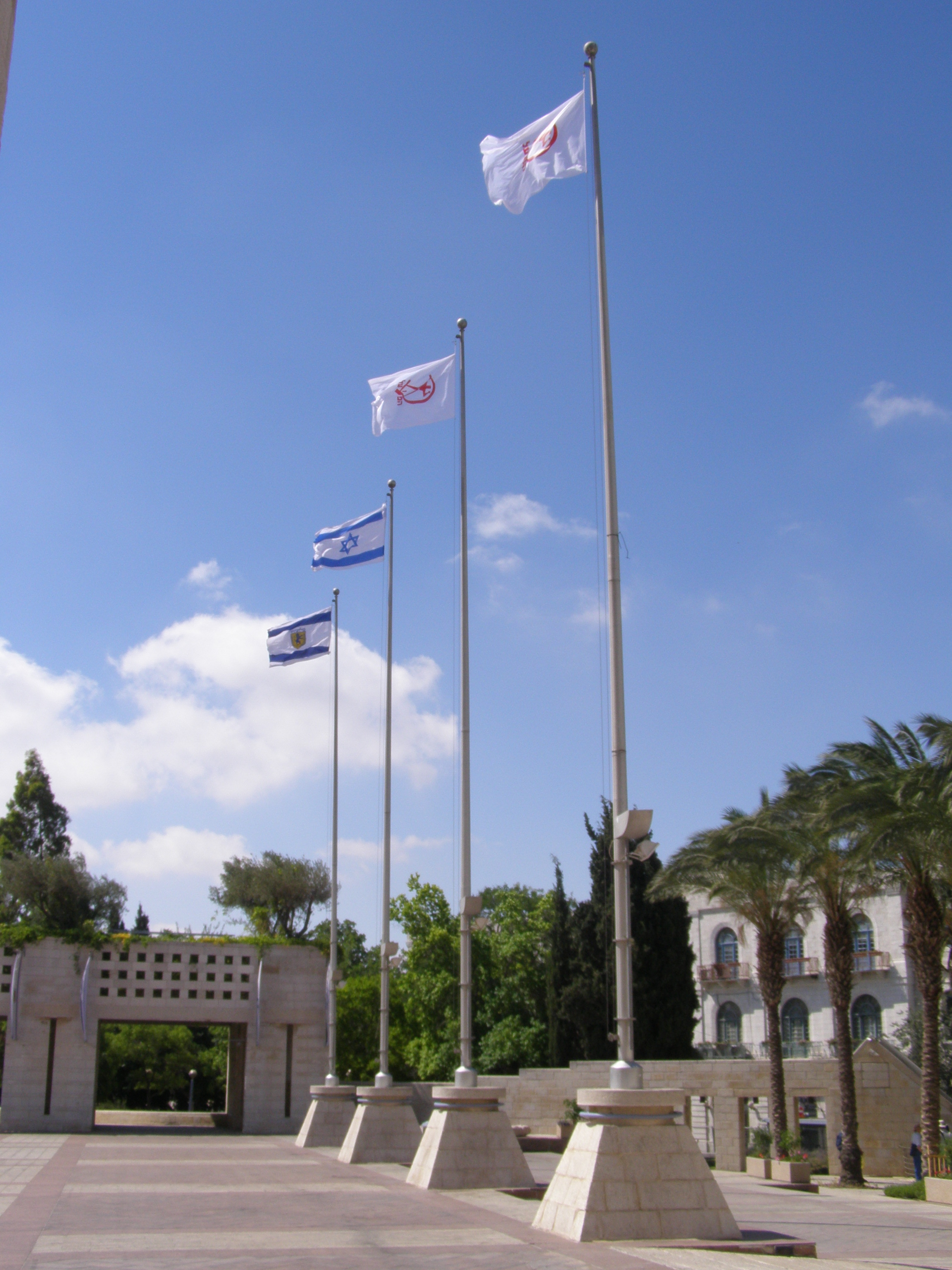
پرچم های هاپوئل در میدان صفرا در اورشلیم

هاپوئل ( عبری: הפועל‎  ، ت.ت. 'the worker'   ) یک انجمن ورزشی یهودی-اسرائیلی است که در سال ۱۹۲۶ میلادی توسط فدراسیون کارگری هیستادروت بنیانگذاری شد.  

## تاریخچه
در دوران قیمومیت بریتانیا بر فلسطین، هاپوئل رقابت سختی با مکابی داشت و مسابقات خود را به استثنای فوتبال ، تنها ورزشی که در آن همه سازمان ها با هم بازی می کردند، برگزار کرد. در آن زمان، هاپوئل در کمیته المپیک اِرِتس اسرائیل که تحت کنترل مکابی بود، شرکت نکرد و در عوض به دنبال روابط بین‌المللی با سازمان‌های ورزشی کارگری مشابه احزاب سوسیالیست بود. بنابراین، هاپوئل در سال ۱۹۲۷ به عضویت جامعه کارگران ورزشکار جهان (به اختصار SASI ) درآمد و بعداً به عضویت کنفدراسیون بین المللی کارگران و آماتورها در ورزش ( به اختصار CSIT ) درآمد.
پس از استقلال و بنیانگذاری دولت اسرائیل، سازمان های ورزشی رقیب به توافق نامه ای در سال ۱۹۵۱ دست یافتند که به انجمن ها و مسابقات ورزشی مشترک برای همه ساکنان اسرائیل اجازه می داد تا در آنها شرکت کنند.

تاج هاپوئل از گونه‌ای از نماد کمونیستی، چکش و داس و باکسر استفاده می‌کند.

## باشگاه های ورزشی عمومی
- هاپوئل اورشلیم
- هاپوئل تل آویو
- هاپوئل هولون
- هاپوئل حیفا
- Hapoel Rishon LeZion (هندبال) ، Hapoel Rishon LeZion FC و دیگران در Rishon LeZion

## باشگاه های بسکتبال
- Hapoel Haifa
- Hapoel Afula
- Hapoel Gilboa Galil
- Hapoel Holon
- Hapoel Jerusalem
- Hapoel Tel Aviv
- Hapoel Be'er Sheva

## باشگاه های فوتبال
- Hapoel Acre
- Hapoel Afula
- Hapoel Ashdod
- هاپوئل اشکلون
- Hapoel Asi Gilboa
- Hapoel Balfouria
- هاپوئل بئر شبع
- Hapoel Beit She'an
- Hapoel Bnei Ashdod
- Hapoel Bnei Jadeidi
- Hapoel Bnei Lod
- Hapoel Bnei Tamra
- Hapoel Haifa
- Hapoel Hampstead
- Hapoel Herzliya
- Hapoel Hod HaSharon
- Hapoel Holon
- هاپوئل ایرونی کریات‌شمونا
- هاپوئل اورشلیم
- هاپوئل کفار سابا
- Hapoel Kiryat Gat
- Hapoel Kiryat Shalom
- Hapoel Mahane Yehuda
- Hapoel Marmorek
- Hapoel Mevaseret Zion-Abu Ghosh
- Hapoel Nof HaGalil
- هاپوئل پتخ تیکوا
- Hapoel Ra'anana
- Hapoel Ramat Gan
- Hapoel Rishon LeZion
- Hapoel Tayibe
- هاپوئل تل آویو
- Hapoel Tiberias
- Hapoel Tzafririm Holon
- Hapoel Umm al-Fahm
- Hapoel Yehud

## همچنین ببینید
- ورزش در اسرائیل

## لینک های خارجی
الگو:Sports governing bodies in Israel